# Resolució 1425 del Consell de Seguretat de les Nacions Unides
La Resolució 1425 del Consell de Seguretat de les Nacions Unides fou adoptada per unanimitat el 22 de juliol de 2002. Després de recordar les resolucions sobre la situació a Somàlia, en particular les resolucions 733 (1992) i 1407 (2002), el Consell va establir un grup d'experts per investigar les violacions de l'embargament d'armes contra el país.
El president del Consell de Seguretat va dir que l'aprovació de la resolució estava destinada a dificultar els fluxos d'armes al país, especialment quan un recent informe de les Nacions Unides va trobar que les armes havien entrat a Somàlia des dels països veïns i altres inclosos Iran, Letònia, Líbia, Polònia, Emirats Àrabs Units i Estats Units.

## Resolució

### Observacions
El Consell de Seguretat va expressar la seva preocupació pel continu tràfic d'armes i munició a Somàlia d'altres països que minava la pau, la seguretat i els esforços de reconciliació política i nacional al país. Va reiterar la seva crida a tots els Estats perquè compleixin l'embargament d'armes i s'abstinguin d'interferir en els assumptes interns de Somàlia. Al mateix temps, es va fer èmfasi en el paper dels estats de primera línia (Djibouti, Etiòpia i Kenya) per aconseguir una pau duradora al país.

### Actes
Actuant sota el Capítol VII de la Carta de les Nacions Unides, el Consell va subratllar que l'embargament d'armes prohibia el finançament o el lliurament d'armes i assessorament militar a Somàlia. Es va demanar al secretari general Kofi Annan que creés un panell de tres experts amb seu a Nairobi durant sis mesos per investigar les violacions de l'embargament d'armes per terra, aigües i mar; detallar informació relacionada amb les violacions i l'execució de l'embargament; dur a terme investigacions sobre el terreny a Somàlia i altres països; avaluar la capacitat dels estats de la regió per implementar plenament l'embargament d'armes, inclosa la revisió de les duanes nacionals i el control de fronteres; i recomanar mesures per reforçar la seva aplicació. A més, es requeria que el grup tingués accés a coneixements tècnics en àrees de l'aviació civil, transport marítim, assumptes regionals i coneixement del país.
La resolució sol·licitava la cooperació plena dels estats veïns, el Govern Nacional de Transició (TNG) a Somàlia i altres entitats o persones, proporcionant accés sense restriccions a la informació del grup d'experts i als estats per proporcionar informació sobre violacions de l'embargament d'armes; les instàncies d'incompliment es van informar al Consell. Es va encarregar al panell que informés al Consell de Seguretat abans de novembre de 2002 i al final del seu mandat. Es consideraria l'informe i es prendrien noves mesures si fos necessari per millorar l'eficàcia de l'embargament. Mentrestant, es va demanar al Secretari General que informés sobre les iniciatives de construcció de pau, l'assistència tècnica i la cooperació i les mesures que els països havien pres per implementar l'embargament d'armes abans del 31 d'octubre de 2002.
Finalment, el Consell va concloure demanant contribucions de la comunitat internacional al Fons Fiduciari de les Nacions Unides per a la consolidació de la pau a Somàlia i les activitats de les Nacions Unides.